# Метрополитен-опера
«Метропо́литен-о́пера» (англ. Metropolitan Opera) — оперный театр на Манхэттене, в центре Нью-Йорка, основанный в 1880 году. Традиционно рассматривается как самый престижный и богатый театр на Американском континенте. Неформальное сокращённое название — Мет (англ. The Met). В русском языке название этого театра склоняется.
С 1966 года базируется в Линкольн-центре, в специально построенном для этого здании (1963-66, архитектор Уоллес Харрисон). На постоянной основе работают только оркестр и хор театра; солисты и дирижёры приглашаются по контракту на сезон или на определённые спектакли. Каждую весну в здании театра выступает Американский театр балета; собственная балетная труппа была распущена в 2013 году.
Театр субсидируется богатыми фирмами и частными лицами; в сезон 2023-24 годов располагал бюджетом в $312 млн.

## Здания театра
Компания «Метрополитен-опера» (Metropolitan Opera House Company Ltd.) была основана в 1880 году в качестве замены для тесной и порядком обветшавшей Музыкальной академии. Классический роман «Век невинности» начинается с ностальгического описания старой нью-йоркской оперы незадолго до переезда артистов в новое здание. Метрополитен-опера открылась 22 октября 1883 года оперой Шарля Гуно «Фауст» с участием Кристины Нильсон (в роли Маргариты). 
Здание для размещения театра было построено на Бродвее архитектором Кливлендом Кейди. Пожар 27 августа 1892 года сильно повредил его. После восстановительных работ опера вновь открылась, и здание использовалось вплоть до 1966 года, когда руководство компании решило снести его и перенести оперный театр на новое место. Последним в историческом здании театра пел Николай Гедда.
Осенью 1966 года компания переехала в новое здание в Линкольновском центре исполнительских искусств (который также приютил ещё 12 культурных учреждений). Зрительный зал рассчитан на 3 900 мест. Великолепный занавес весит несколько сотен килограммов и украшен шитьём из чистого шёлка и блёстками. Оборудование сцены изготовлено немецкой фирмой «Герритс» из Умкирха под Фрайбургом. Кроме основной сцены, имеются три вспомогательные. Стены вестибюля украшены монументальными фресками Марка Шагала. Новое здание открыли 16 сентября 1966 года  мировой премьерой оперы «Антоний и Клеопатра» Сэмюэля Барбера.

## История

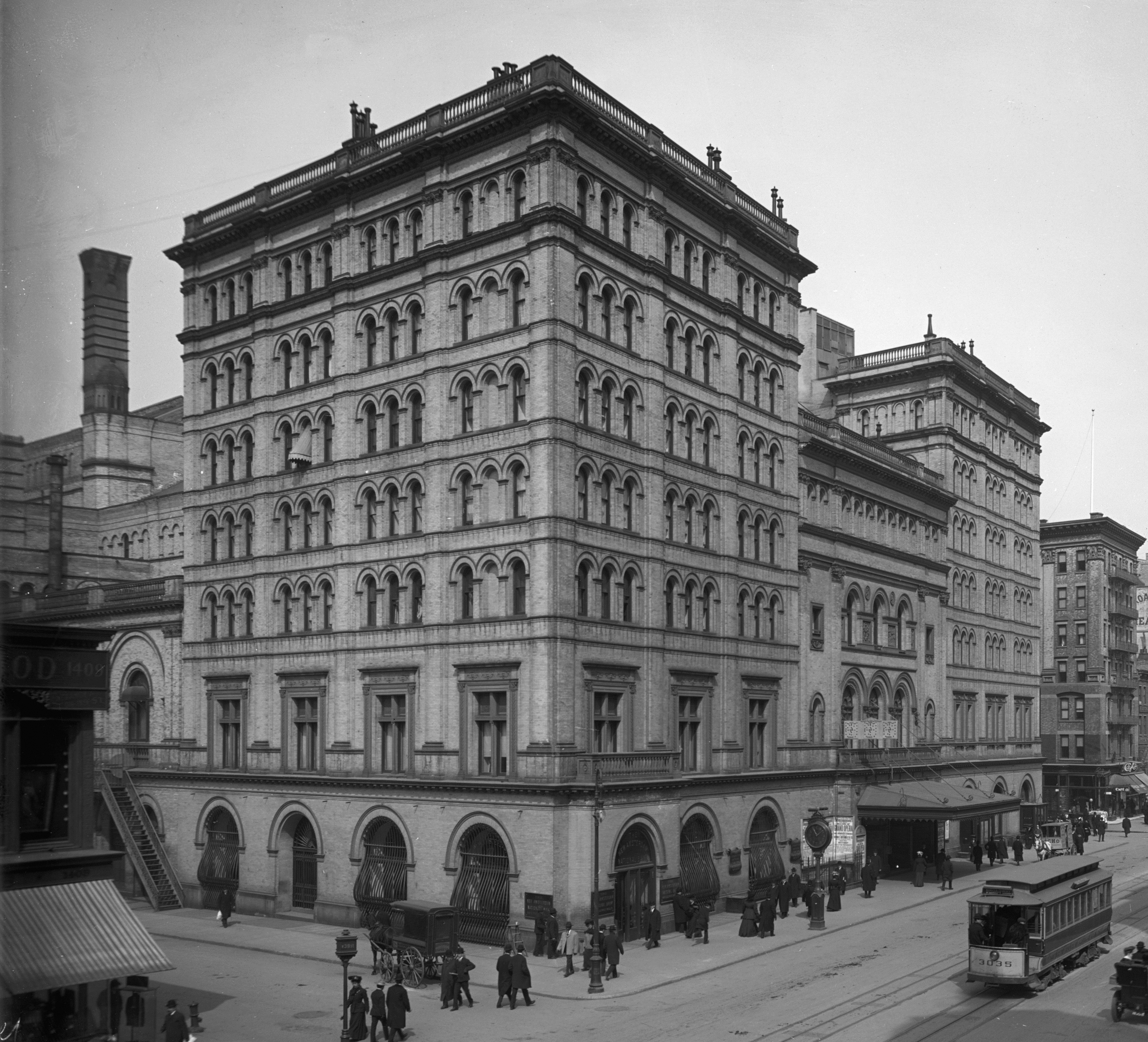
Первое здание театра на Бродвее

К началу XX века «Метрополитен-опера» разбогатела настолько, что стала переманивать к себе самых ярких звёзд европейской оперной сцены — таких, как Энрико Карузо, получавший здесь гонорары на порядок большие, чем те, что ему могли предложить театры Европы. В итоге Карузо провёл на нью-йоркской сцене 17 сезонов, вплоть до своей смерти. Среди ярчайших певиц раннего периода истории театра —  Нелли Мелба и Лилиан Нордика. На рубеже XIX и XX веков в Нью-Йорк приезжали работать из-за океана и самые именитые дирижёры — Густав Малер, Феликс Моттль, Артуро Тосканини. 
Превращение театра в одну из главных оперных площадок мира связано с именем Джулио Гатти-Казаццы, который возглавлял «Мет» долгие 27 лет (с 1908 по 1935 годы). Он не только сделал главным дирижёром Тосканини, но и переманил сюда знаменитейших солистов Европы — Эмму Дестинову, Беньямино Джильи, Лаурица Мельхиора, Кирстен Флагстад, Адама Дидура.  В «Метрополитене» тех лет блистали и лучшие оперные таланты самой Америки — такие, как Джеральдина Фаррар и Роза Понсель. Всех их связывали с театром долгосрочным контрактом, который обычно запрещал им выступать без особого разрешения администрации театра на других площадках. Тенор М. Флета, который тайно поехал в «Ла Скала», чтобы спеть на премьере оперы Пуччини «Турандот», подвергся судебному преследованию.
Во время Великой депрессии американцы были вынуждены экономить на развлечениях, включая билеты на спектакли. Театр оказался в затруднительном финансовом положении и, будучи на какое-то время лишён возможности продолжать прежнюю политику скупки талантов, предложил им уменьшить гонорары. В результате часть труппы, включая Джильи и Лаури-Вольпи, отбыла обратно в Европу. Чтобы минимизировать налоговые отчисления, коммерческое акционерное общество было тогда преобразовано в некоммерческую организацию (Metropolitan Opera Association). Вместо содержания постоянной труппы наметился переход к уже известной в Европе системе разовых или сезонных контрактов (итал. stagione). Помимо сокращения издержек, эта система позволяла каждый сезон представлять публике множество новых артистов.

Благодаря настройке и совершенствованию новой системы контрактов второй «золотой век» наступил при Рудольфе Бинге, который возглавлял «Мет» с 1950 по 1972 годы. Ему удалось собрать в театре новое созвездие ярчайших артистов: именно с «Метом» связали свои творческие судьбы Мария Каллас, Франко Корелли, Зинка Миланова, Ричард Такер, Николай Гедда, Мэрилин Хорн и Рената Скотто. Впрочем, в вину Бингу ставили опору на приглашённых из Европы звёзд вместо воспитания отечественных талантов и консерватизм — нежелание работать с современными композиторами; он и сам уподоблял свою организацию музею шедевров прошлого. 

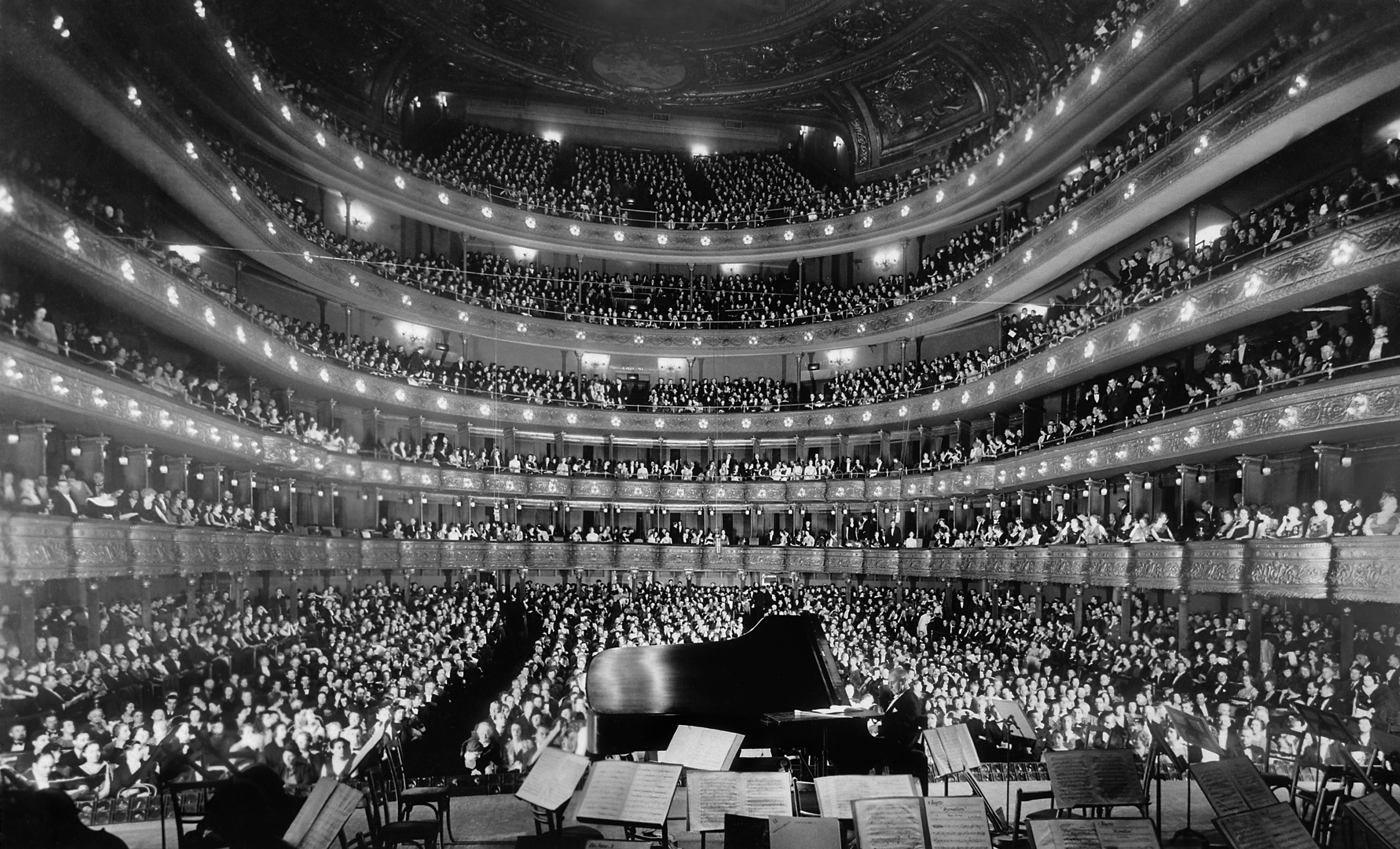
Зрительный зал «Старого Мета» (выступление пианиста И. Гофмана, 1937)

Несмотря на упомянутый консерватизм, история театра знает яркие оперные премьеры. В Метрополитен-опере состоялись мировые премьеры опер Джакомо Пуччини: «Девушка с Запада» (декабрь 1910 года) и его триптиха (декабрь 1918 года). В октябре 1958 года состоялась премьера оперы «Ванесса» Сэмюэля Барбара, удостоенной Пулитцеровской премии за выдающееся музыкальное произведение. В марте 1967 года состоялась мировая премьера оперы «Электре подобает траур» М. Д. Леви. В декабре 1991 года и октябре 1992 года прошли ещё две премьеры: «Призраки Версаля» Джона Корильяно и «Вояж» Филипа Гласса.
Администратор Джозеф Вольпе за 16 лет своего руководства театром представил 22 оперы, которые ранее никогда не ставились на его сцене, заметно расширил русский репертуар и в 1997 году назначил «главным приглашённым дирижером» Валерия Гергиева. Постоянным же главным дирижёром (и музыкальным руководителем) «Метрополитен-оперы» с 1976 по 2018 годы оставался Джеймс Ливайн, который «превратил оркестр театра из второстепенного коллектива в один из лучших в мире». По сути он и определял художественную политику театра в последней четверти XX века.

### Политические заявления и жесты
Black Lives Matter
«Мет» известен своей прогрессивистской повесткой. На фоне движения «Black Lives Matter» театр в 2020 году объявил, что намерен «диверсифицировать» своё руководство, оркестр и репертуар за счёт включения представителей этнических меньшинств, а также проводить для сотрудников «антидискриминационные» тренинги. Вскоре был назначен директор по диверсификации (англ. Chief Diversity Officer). После того, как театр возглавил Янник Незе-Сеген, здесь стали регулярно проходить премьеры работ композиторов-женщин и афроамериканцев, а также была поставлена опера на гей-тему («Чемпион», 2023). Билеты на них продавались плохо, так что театр в 2023 году объявил об убытке в $40 млн. По итогам сезона 2023/24 г. продажи билетов увеличились и процент их реализации достиг 72%.
Российская агрессия на Украине
После вторжения российской армии на Украину (февраль 2022 года) Метрополитен-опера заявила, что разорвет связи с «пропутинскими артистами» и другими учреждениями, которые заявили о своей поддержке президента Путина. В заявлении театра отмечалось, что отношения будут восстановлены, когда Россия прекратит войну и возместит Украине причинённый ущерб. В знак солидарности с Украиной 2 марта хор исполнил гимн Украины перед началом оперы «Дон Карлос», на другой день администрация разорвала все отношения с российской певицей Анной Нетребко (которая была ведущей солисткой все предыдущие годы) и демонстративно передала её роли украинской певице Людмиле Монастырской. В июле 2022 года стартовало мировое турне Украинского оркестра свободы, созданного по инициативе Метрополитен-оперы и оперного театра Варшавы.

## Организация и устройство

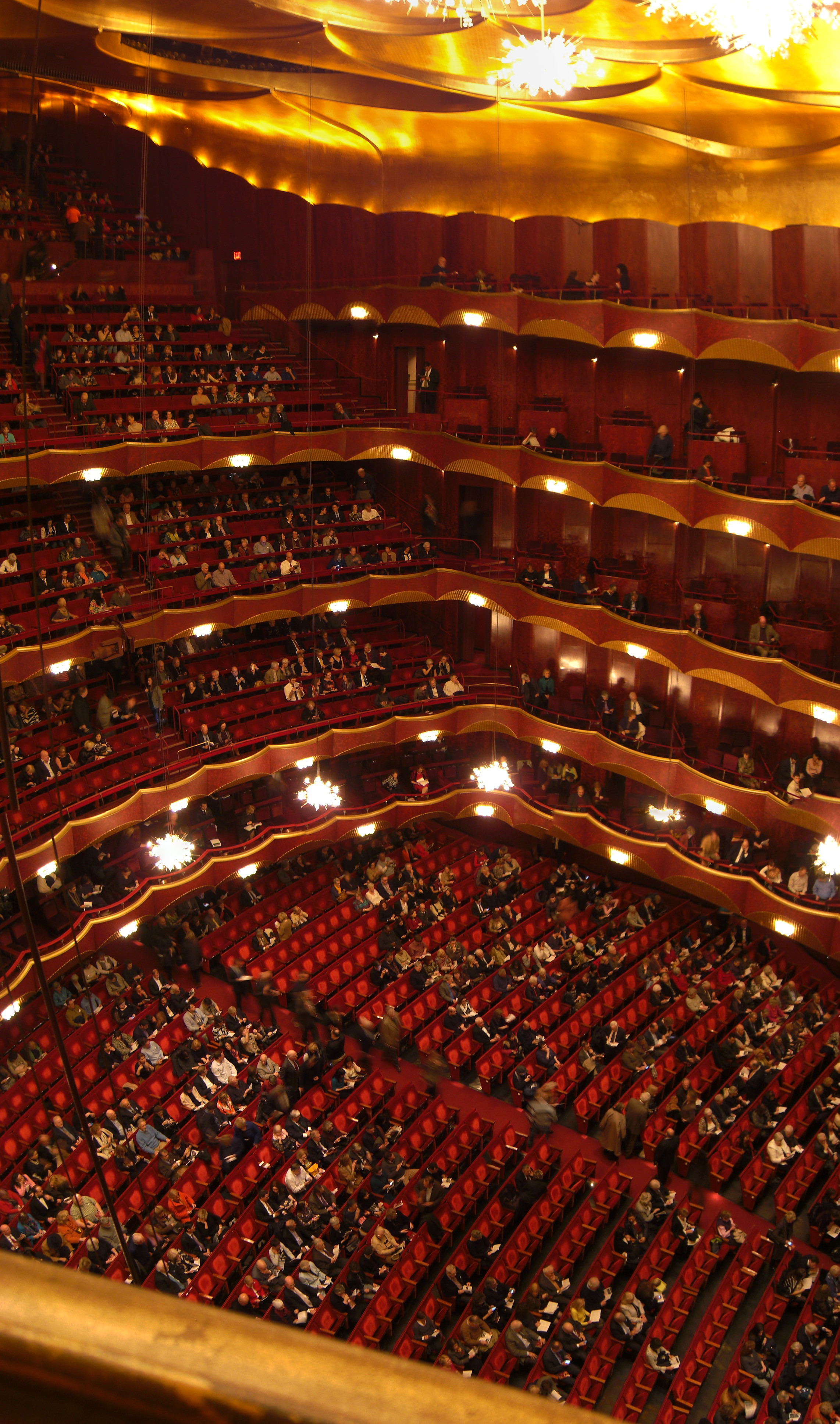
Общий вид зрительного зала

Театр открыт семь месяцев в году — с сентября по апрель. Спектакли идут ежедневно, кроме воскресений. По субботам, как правило, даются два спектакля — дневной и вечерний. С мая по июнь театр выезжает на гастроли. Кроме того, в июле театр дает бесплатные спектакли в парках Нью-Йорка, собирающие огромное количество зрителей.
Оперы традиционно исполняются на языке оригинала (за исключением спектаклей «для семейного просмотра», которые могут исполняться в переводе на английский язык), при этом названия опер в афишах и программах указываются на языке исполнения. Все оперы сопровождаются титрами на английском, испанском и немецком языках, а оперы на итальянском языке — также итальянскими титрами. Каждое место в зрительном зале имеет индивидуальный дисплей для воспроизведения титров, находящийся на спинке впередистоящего кресла или на ограждении. 
Помимо опер, в репертуар театра включаются классические оперетты (например, «Веселая вдова» Ф. Легара в сезоне 2017/18 г.).

### Трансляции спектаклей
Трансляции постановок в Метрополитен-опере передавали в субботу вечером в прямом эфире многие радиостанции США и некоторых других стран, начиная с Рождества 1931 года. Первой радиотрансляции удостоилась рождественская опера «Гензель и Гретель». 
С 2006 года Метрополитен-опера транслирует свои постановки в режиме реального времени в Интернете на своём официальном сайте, а также в кинотеатрах многих стран мира в режиме цифрового вещания высокого качества (см. Прямые показы Метрополитен-опера в HD).

## Персоналии
- Главный дирижёр и музыкальный руководитель театра — Янник Незе-Сеген.
- Генеральный директор — Питер Гельб[англ.].

### Исполнители
- Абдразаков, Ильдар Амирович[22]
- Атлантов, Владимир Андреевич
- Белосельский, Дмитрий Станиславович
- Виноградов, Александр[исп.][23]
- Вишневская, Галина Павловна
- Гаврилова, Мария Германовна
- Гнатюк, Дмитрий Михайлович
- Гулегина, Мария Агасовна
- Горчакова, Галина Владимировна
- Герзмава, Хибла Леварсовна
- Казарновская, Любовь Юрьевна
- Лавров, Алексей[23]
- Лейферкус, Сергей Петрович
- Лисициан, Павел Герасимович — первый из советских вокалистов, выступавших на сцене театра
- Нетребко, Анна Юрьевна
- Образцова, Елена Васильевна
- Поплавская, Марина Владимировна
- Раутио, Нина Валентиновна
- Соловьяненко, Анатолий Борисович
- Хворостовский, Дмитрий Александрович
- Чернов, Владимир Николаевич
- Шаляпин, Фёдор Иванович
- Терентьева Нина Николаевна

- Антоненко, Александр Владимирович
- Гаранча, Элина
- Ополайс, Кристине
- Ребека, Марина[24]